# Lisa Ono
Lisa Ono (São Paulo, 1962. július 29. –), brazíl-japán bossa nova énekesnő.

## Pályafutása
Brazíliában, São Pauloban született 1962-ben, majd 10 éves korában a család Tokióba költözött. Ettől kezdve minden év felét Japánban, felét pedig Rio de Janeiroban töltötte.
Apja hatására (aki Brazíliában egy klub tulajdonosa volt) brazil populáris zene nagykövetévé vált Japánban.
Lisa Ono 15 évesen kezdett énekelni és gitározni. Professzionális bossa nova énekesként  1989-ben mutatkozott be. Természetes énhangja, ritmusos gitárjátéka és elbűvölő mosolya óriási sikerekhez juttatta és népszerűvé tette a bossa novát Japánban. Számos kiváló zenésszel lép fel, mint például Antônio Carlos Jobim és João Donato. Turnézik New Yorkban, Brazíliában és sok ázsiai országban is.

## Albumok
- 1989: Catupiry
- 1990: NaNã
- 1991: menina
- 1992: Serenata carioca
- 1993: Namorada
- 1994: Esperanca
- 1995: Minha Saudade
- 1996: Rio Bossa
- 1997: Essencia
- 1998: Bossa carioca
- 1999: Dream
- 2000: Pretty World
- 2000: Boas Festas
- 2001: Bossa Hula Nova
- 2002: Questa Bossa Mia...
- 2003: Dans mon Île
- 2004: Naima meu anjo
- 2004: Boas Festas2 Feliz Natal
- 2005: Romance Latino vol.1
- 2005: Romance Latino vol.2
- 2005: Romance Latino vol.3
- 2006: Jambalaya, Bossa Americana
- 2007: Soul & Bossa
- 2007: Music Of Antonio Carlos Jobim: Ipanema
- 2009: Cheek To Cheek, Jazz Standards from RIO
- 2009: Look To The Rainbow: Jazz Standards from L.A
- 2010: Asia
- 2011: Japão